# Терве, Фритс
Го́дфрид Ба́ренд (Фритс) Терве́ (нидерл. Godfried Barend "Frits" Terwee; 18 октября 1893, Амстердам — 16 февраля 1952, там же) — нидерландский футболист, игравший на позициях нападающего и полузащитника, выступал за футбольные клубы «Аякс» и «Харлем»

## Спортивная карьера
Вместе с братом Фритс состоял в футбольном клубе «Аякс», но отличие от Йохана, выступал за первую команду и был одним из ведущих игроков на протяжении нескольких сезонов, хотя стал им не сразу. Впервые за «красно-белых» Терве сыграл 10 декабря 1911 года в матче с ДФК, завершившимся вничью 3:3. В том сезоне «Аякс» впервые выступал в высшем футбольном классе страны и занял восьмое итоговое место, а сам Терве, игравший в линии атаки, записал на свой счёт два забитых гола в восьми матчах чемпионата.
В последующие два сезона «Аякс» имел большие проблемы в игре, и как итог, команда в сезоне 1913/14 заняла последнее место, а в матчах за прописку в первом классе амстердамцы уступили клубу «Геркюлес» из Утрехта. Терве в тех сезонах играл довольно редко, сыграв в общей сложности в чемпионате восемь матчей и забив один гол.

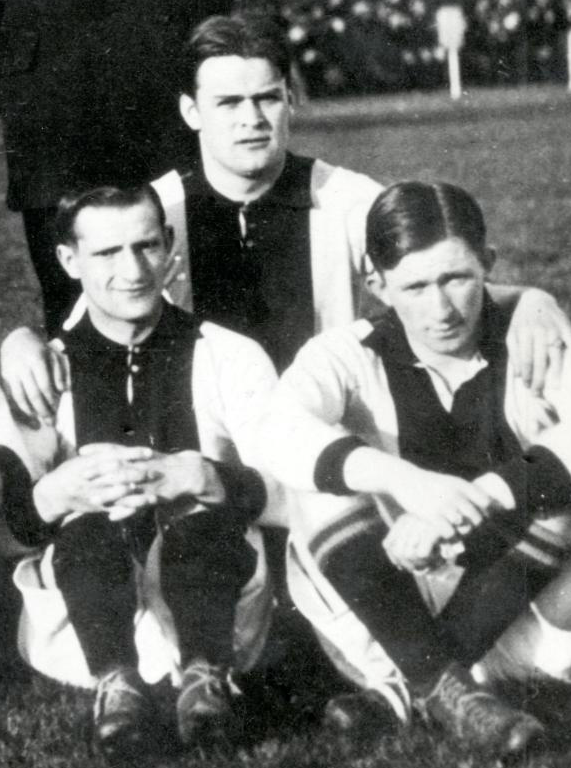
Ринус Люкас, Терве, Вим Гюпферт. 10 марта 1918 г.

Однако всё изменилось после назначения летом 1915 года на пост главного тренера команды английского специалиста Джона Рейнолдса. Фритс стал чаще играть за первый состав, в основном в средней линии, и даже получал вызов в сборную Амстердама.
Спустя два года, 27 мая 1917 года, «Аякс» впервые в своей истории выиграл национальный кубок, разгромив в финале клуб ВСВ из Велзена со счётом 5:0, и вернулся в первый класс Нидерландов.
Возвращение стало триумфальным — «Аякс» по итогам сезона 1917/18 выиграл национальный чемпионат. В победном сезоне Терве принял участие в 29 матчах чемпионата из 30, но забитыми голами не отметился, тогда как его одноклубники — Брокманн, ван Дорт, Гюпферт, де Хан, де Натрис, забили на пятерых 69 голов.
В следующем сезоне «Аякс» повторил свой прошлогодний успех и подтвердил звание сильнейшего клуба страны. На протяжении всего сезона амстердамцы не потерпели ни одного поражения. Терве, как и в прошлом сезоне, сыграл 29 матчей в чемпионате. Связка полузащитников Пелсер—Хордейк—Терве была одной из лучших в чемпионате.
После июньского турне «Аякса» по странам Скандинавии, Терве решил с нового сезона выступать за клуб «Харлем». С его уходом наиболее сильно пострадала средняя линия амстардамцев, что и дало о себе знать в следующем сезоне — две ничьи и одно поражение на старте сезона после 37 матчей без поражений.
В составе «Харлема» Фритс дебютировал 21 сентября 1919 года в гостевом матче с ДФК из Дордрехта, завершившимся победой гостей — 1:2. На матчи команды он ездил из Роттердама, где в то время проживал в районе порта Лёвехавен. Будучи игроком «Харлема» он часто вызывался в различные сборные команды — католическая сборная «Звалювен», сборная Запада Нидерландов, сборная Нидерландов.
В октябре 1939 года, во время 40-летнего юбилея клуба «Харлем», Терве принял участие в матче ветеранов команды.

## Личная жизнь
Фритс родился в октябре 1893 года в Амстердаме. Отец — Годфрид Баренд Терве, мать — Анна Йоханна ван Сволл. Оба родителя были родом из Амстердама, они поженились в июне 1889 года — на момент женитьбы Годфрид Баренд работал кузнецом. Помимо Фритса, в семье было ещё трое детей: дочери Рейнетта Вимпье Элизабет и Корнелия Йоханна, сын Йоханнес Германюс Вилхелмюс. Их семейство проживало в доме №18 на 1-й улице Яна ван дер Хейдена в районе Де Пейп.

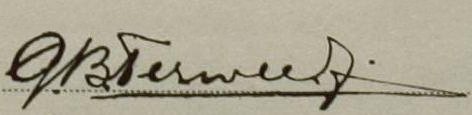
Автограф Фритса Терве.

Был женат дважды. В первый раз женился в возрасте двадцати восьми лет — его супругой стала 22-летняя Доротея де Йонкер, уроженка Амстердама. Их брак был зарегистрирован 29 июня 1922 года в Амстердаме. На момент женитьбы работал офисным служащим. В марте 1937 года супруги развелись. В марте 1941 года женился на 29-летней Михаэлле ван Кёлен, уроженке Амстердама. В ноябре 1942 года в их семье родился сын по имени Фритс Михаэл.
Умер 16 февраля 1952 года в Амстердаме в возрасте 58 лет. Церемония кремации состоялась 20 февраля на территории кладбища Вестервелд.

## Статистика по сезонам
| Клуб             | Сезон            | Первый класс | Первый класс | Кубок Нидерландов | Кубок Нидерландов | Итого | Итого |
| Клуб             | Сезон            | Игры         | Голы         | Игры              | Голы              | Игры  | Голы  |
| ---------------- | ---------------- | ------------ | ------------ | ----------------- | ----------------- | ----- | ----- |
| Аякс             | 1911/12          | 8            | 2            |                   |                   | 8     | 2     |
| Аякс             | 1912/13          | 4            | 0            |                   |                   | 4     | 0     |
| Аякс             | 1913/14          | 4            | 1            |                   |                   | 4     | 1     |
| Аякс             | 1917/18          | 29           | 0            |                   |                   | 29    | 0     |
| Аякс             | 1918/19          | 29           | 0            |                   |                   | 29    | 0     |
| Аякс             | Итого            | 74           | 3            |                   |                   | 74    | 3     |
| Всего за карьеру | Всего за карьеру | 74           | 3            |                   |                   | 74    | 3     |

## Достижения
- Обладатель Кубка Нидерландов (1): 1916/17
- Чемпион Нидерландов (2): 1917/18, 1918/19